# Карабулак (місто)
Карабулак (інг. Карабулак; чеч. Карабулак; устар.: чеч. Эльдархан-ГӀала) — місто республіканського підпорядкування в Республіці Інгушетія (Росія), утворює міський округ місто Карабулак.

## Географія
Розташований на лівому березі річки Сунжа, за 9 км (по дорозі) на захід від центру Сунженського району — міста Сунжа.
На південь від Карабулака проходить федеральна траса М 29 «Кавказ», на північ залізнична лінія Північно-Кавказької залізниці (ділянка Беслан — Слепцовський), на північній околиці міста знаходиться залізничний роз'їзд Карабулакський.
Південніше Карабулака, за автодорогою, підносяться Чорні гори (село Яндаре розташоване, фактично, у декількох міжгірських долинах і на схилах). За декілька кілометрів на північ протягнувся Сунженський хребет (гора Карабулак, 723 м). На південно-східній околиці міста річка Сунжа з'єднується з каналом Асса — Сунжа.

## Галерея

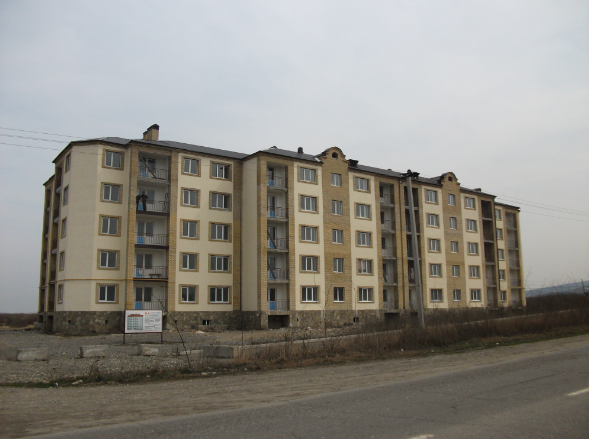
Новий житловий комплекс в Карабулаці. 2011рік
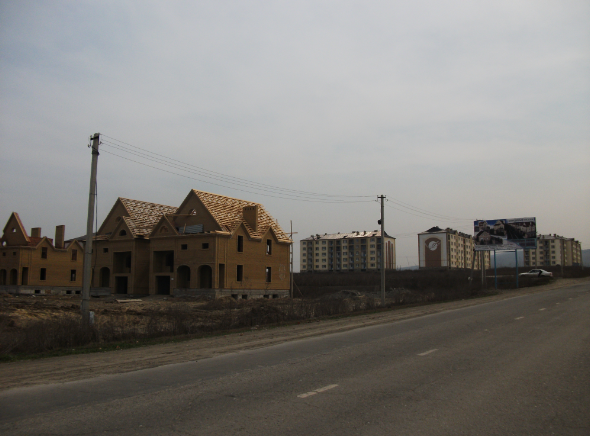
Новобудови в Карабулаці. 2011